# 特鲁欧
特鲁欧（法語：Trouhaut，法語發音：[tʁu.o]）是法国科多尔省的一个市镇，位于该省中部，属于第戎区。

## 地理
特鲁欧（47°23'27"N, 4°45'23"E）面积9.4 平方千米，位于法国勃艮第-弗朗什-孔泰大區科多尔省，该省份为法国中东部省份，北起奥布省，西接涅夫勒省和约讷省，南至索恩-卢瓦尔省，东南接汝拉省，东临上索恩省，东北部与上马恩省接壤。
与特鲁欧接壤的市镇（或旧市镇、城区）包括：圣马丹迪蒙、上布莱西、下布莱西、庞日、蒂尔塞。

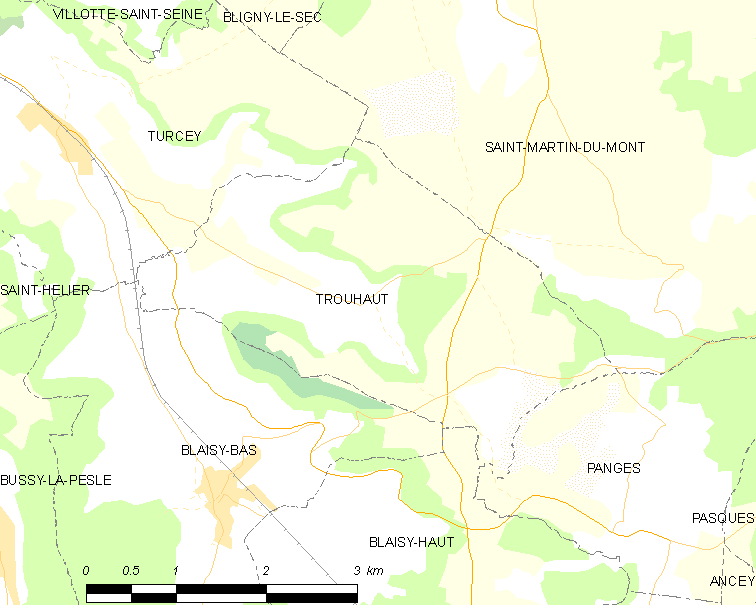
特鲁欧的OSM定位图

特鲁欧的时区为UTC+01:00、UTC+02:00（夏令时）。

## 行政
特鲁欧的邮政编码为21440，INSEE市镇编码为21646。

## 政治
特鲁欧所属的省级选区为方丹莱第戎县。

## 人口

1962-2008年间特鲁欧人口变化图示

特鲁欧于2022年1月1日时的人口数量为130人。